# 락 마틴

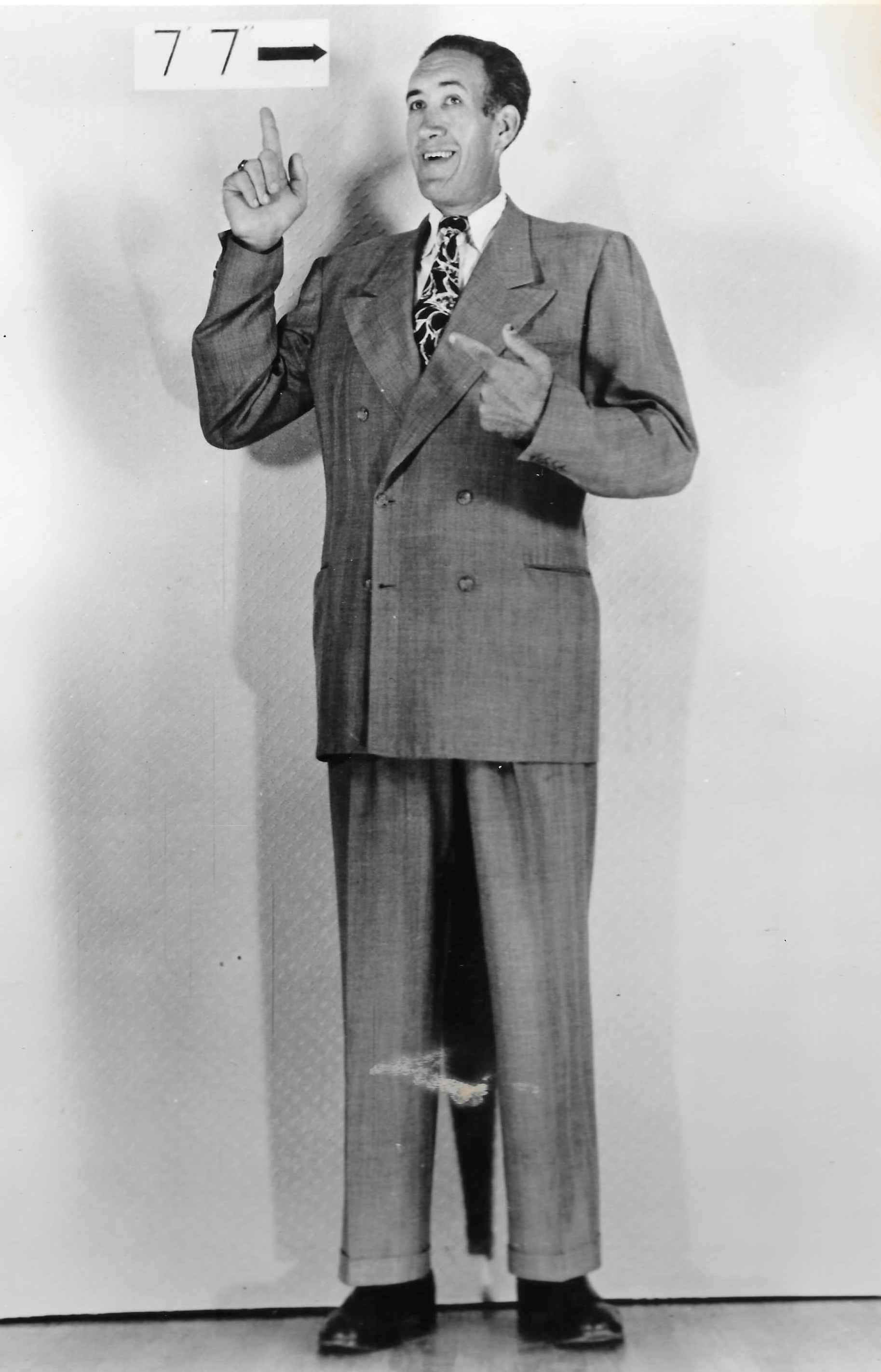

록 마틴(Lock Martin, 1916년 2월 22일 ~ 1959년 1월 19일)은 미국의 배우이다.
펜실베이니아주에서 태어났으며 로스앤젤레스군에서 사망하였다. 포리스트 론 메모리얼 파크에 매장되었다.

## 영화
- 놀랍도록 줄어든 사나이 (1957년)
- 더 스노우 크리처 (1954년)
- 화성에서 온 침입자 (1953년)
- 지구 최후의 날 (1951년)